# Pleasure Island (film, 1980)
Pour plus de détails, voir Fiche technique et Distribution.
Pleasure Island (Blue Emmanuelle) est un film d'aventure érotique  réalisé par Michel Ricaud sorti en 1980. C'est par ce film que Mike Monty découvrit les Philippines et s'y installa.

## Fiche technique
- Titre original : Pleasure Island
- Titre français : Blue Emmanuelle
- Titre espagnol : Isola del Piacere
- Réalisation : Michel Ricaud
- Scénario : Daniele Gauthier
- Montage : Dario DeSantis
- Musique :
- Photographie : Jean-Jacques Lenoy
- Production : Dick Randall
- Pays d'origine :  Italie,  Philippines
- Langue originale :
- Format : Couleur - Stereo - 35mm
- Genre :
- Durée : 
  -  Philippines : 1980
  -  Pérou : 11 août 1983

## Distribution
- Nadine Roussial
- Dominique B. Martin
- Pierre Puget
- Don Gordon Bell
- David DeMartin
- Angie Jagunos
- George Gynesis
- Mike Monty
- George Gyenes
- Romano Kristoff (en)

## Production
- Le film fut tourné à Mindoro et il y eut des scènes non simulées[2]